# منطقه تاریخی ایروینگتون تریس
منطقه تاریخی ایروینگتون تریس (به انگلیسی: Irvington Terrace Historic District) یک بافت تاریخی در ایالات متحده آمریکا است که در ایندیاناپلیس واقع شده‌است. این منطقه شامل ۵۷۸ ساختمان مسکونی است و ۹ سایت مشارکت کننده در بخش مسکونی برنامه‌ریزی شده ایندیاناپلیس دارد. این منطقه بین سال‌های ۱۸۹۵ تا ۱۹۵۹ گسترش یافت که شامل نمونه‌های سبک معماری نمایشی از احیای معماری تودور، احیای دوران مستعمرات و معماری مسکونی به سبک بانگالو / هنرمندان آمریکایی است.
این محل در ۲۰۱۱ به فهرست ثبت ملی مکان‌های تاریخی اضافه شد.